# لک، اوجار
لک، اوجار (به ترکی آذربایجانی: Lək) یک منطقهٔ مسکونی در جمهوری آذربایجان است که در شهرستان اوجار واقع شده‌است. لک ۳٬۴۹۴ نفر جمعیت دارد.